# Pumpspeicherkraftwerk Atdorf

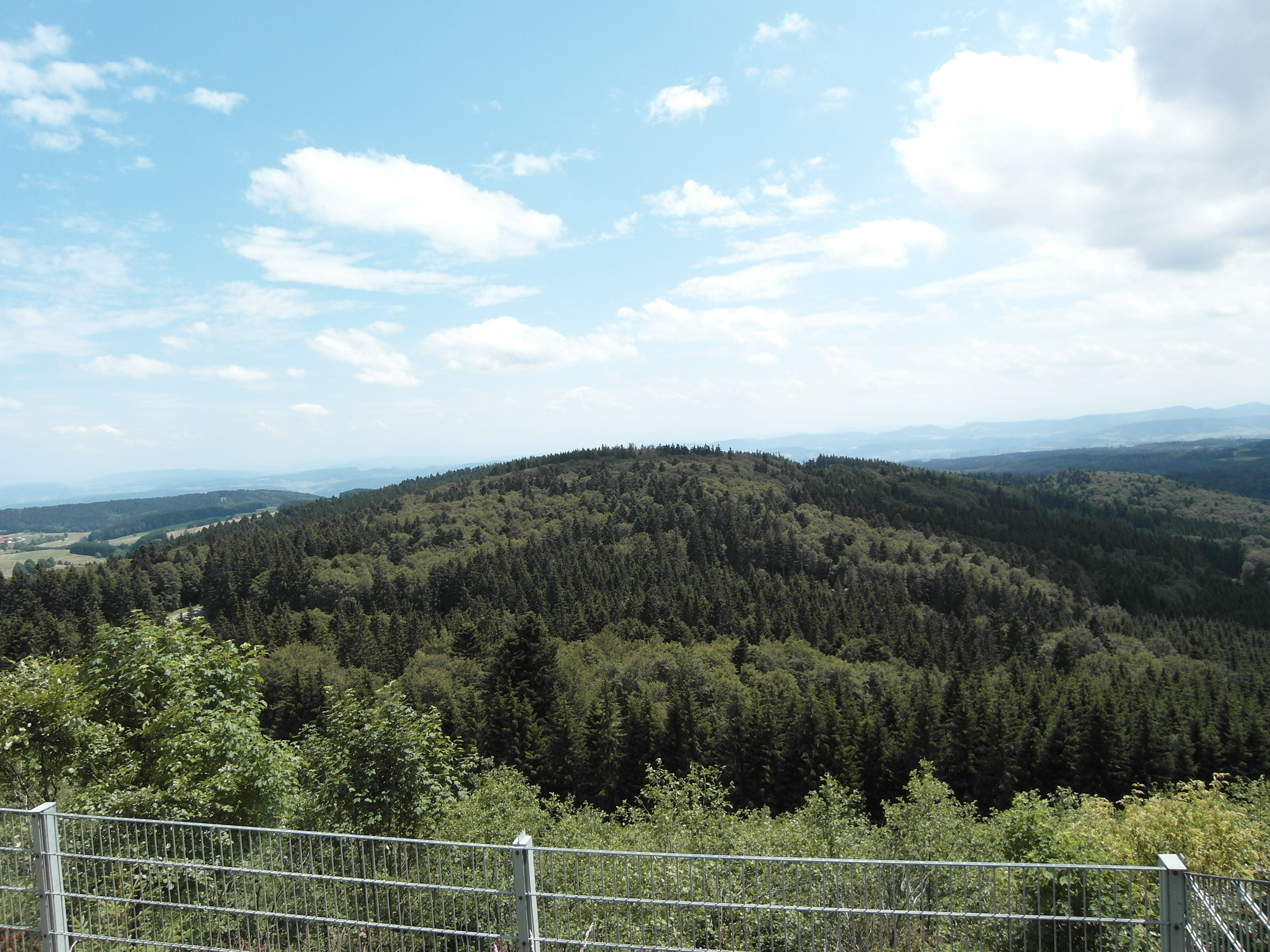
Berg Abhau: Geplanter Standort für oberen Speichersee (Hornbergbecken II)

Das geplante Pumpspeicherkraftwerk Atdorf im Hotzenwald war ein Projekt der Laufenburger Schluchseewerk AG. Die Pläne wurden Ende September 2008 veröffentlicht. Es sollte dazu dienen, zeitliche Schwankungen in der Stromerzeugung und im Stromverbrauch durch Speicherung in Form potentieller Energie auszugleichen. Es wäre bei planmäßiger Fertigstellung im Jahr 2019 oder 2021 mit bis zu 1,4 GW maximaler Leistung das größte in Europa geworden. Die beiden neu zu bauenden Becken mit einem Höhenunterschied von 600 m sollten 9 Millionen Kubikmeter Inhalt haben, was einem Arbeitsvermögen von ca. 13 GWh entspricht. Das Kraftwerk sollte in einer Kaverne senkrecht unterhalb des Oberbeckens untergebracht werden. 
Im April 2014 teilte die RWE AG, die zu 50 % an der Schluchseewerke AG beteiligt ist, mit, aus der Planung und Finanzierung des Projekts auszusteigen. Die EnBW, die zusammen mit ihren Tochtergesellschaften Energiedienst Holding und Energiedienst AG die anderen 50 % an der Schluchseewerk AG hält, strebte zunächst weiter eine Baugenehmigung an und übernahm die Planung und Weiterfinanzierung allein. Am 11. Oktober 2017 teilte die EnBW mit, das Projekt nicht weiterzuverfolgen.

## Oberbecken
Bei Herrischried-Atdorf, etwa 500 m südlich des bisherigen Hornbergbeckens („Hornbergbecken I“), sollte das Hornbergbecken II als Oberbecken der neuen Anlage gebaut werden. Der ursprünglich geplante Nutzinhalt von 10 Mio. m³ wurde nach Anpassungen an die Topographie und die benachbarten FFH-Gebiete auf 9 Mio. m³ reduziert.
Das Wasser sollte über einen 700 Meter langen senkrechten Druckschacht mit 7 m Durchmesser dem unterirdischen Kraftwerk mit ca. 1400 MW Leistung zugeleitet werden, das sich am tiefsten Punkt der Anlage befindet. Über einen waagerechten, 8,1 km langen Stollen mit 9,5 m Durchmesser sollte das Wasser anschließend zum Unterbecken gelangen.

## Unterbecken
Als Unterbecken sollte das Haselbecken bei Bad Säckingen dienen. Das zwischen dem Wehrer Ortsteil Brennet und dem Bergsee gelegene Haselbachtal sollte mit einer großen Staumauer aus Walzbeton nach Westen hin abgeschlossen werden, zwei weitere Dämme wären nach Osten und Südwesten hin notwendig gewesen. So wäre das Haselbecken entstanden, ebenfalls mit einem Nutzinhalt von 9 Millionen m³. Die Staumauer mit ihrer Länge von 520 m und einer sichtbaren Höhe von bis zu 76 m musste ca. 40 m tief gegründet werden. Sie wäre (an der Höhe über der tiefsten Gründung gemessen) die größte Staumauer Deutschlands geworden, an der sichtbaren Höhe gemessen aber nicht, weil sie eine sehr hohe luftseitige Anschüttung erhalten sollte.
Da die gesamte Anlage über keine nennenswerten natürlichen Zuflüsse verfügt hätte, waren zwei Füllleitungen vorgesehen. Dennoch wurden für die Erstbefüllung zwölf Monate veranschlagt. Über die eine Leitung hätte dem Oberbecken Hornbergbecken II Wasser aus dem alten Hornbergbecken I zugeführt werden können. Dessen Wasserverlust sollte durch den Fluss Wehra ausgeglichen werden, der das zugehörige Unterbecken durchfließt. Über die zweite Füllleitung hätte dem neuen Haselbecken vom bestehenden Eggbergbecken Wasser zugeführt werden können. Dessen Wasserverlust sollte über die Einleitung von Schwarzwaldbächen kompensiert werden.

## Genehmigungsverfahren
Im April 2010 hat das Regierungspräsidium Freiburg das Raumordnungsverfahren für das Pumpspeicherwerk Atdorf eingeleitet. Es wurde abgeschlossen. Das Planfeststellungsverfahren lief seit Juni 2012 und mit einer Offenlegung war nicht vor 2014 zu rechnen. Als Baukosten wurden laut Unternehmen mehr als 700 Millionen Euro erwartet. Auch 1,5 Milliarden Euro wurden genannt.
Im März 2012 gab die Schluchseewerk AG bekannt, dass trotz Befreiung von der EEG-Umlage unter den aktuellen Marktbedingungen eine Umsetzung des Projekts nicht wirtschaftlich sei. Die Umsetzung des Projekts wurde, unter Erwartung günstigerer Rahmenbedingungen, bis zum Bauentscheid Mitte 2014 verzögert.
Im September 2013 berichteten Stuttgarter Zeitung und Badische Zeitung, dass sich Schluchseewerk-Anteilseigner RWE unter den derzeitigen wirtschaftlichen Rahmenbedingungen nicht weiter mit dem Projekt befassen werde. Das Umweltministerium ging jedoch davon aus, dass das Planfeststellungsverfahren fortgesetzt wird. Anfang November berichtete die Badische Zeitung jedoch, dass EnBW das Planfeststellungsverfahren im Alleingang fortführen möchte, um die Option einer Realisierung zur Verfügung zu haben, sobald diese wirtschaftlich umsetzbar ist. Ende November kündigte Schluchseewerk an, die letzten ausstehenden Unterlagen noch im Jahr 2013 beim Landratsamt einzureichen, um das Planfeststellungsverfahren voranzubringen. Die letzten Antragsunterlagen gingen Ende 2014 beim Landratsamt Waldshut ein. Bei der Offenlage der Planungsunterlagen zwischen dem 14. April 2016 und dem 30. Mai 2016 konnten in den betroffenen Gemeinden 124 Ordner, 1400 Pläne und etwa 19 000 Textseiten eingesehen werden. Die öffentliche Erörterung fand im Januar 2017 statt.

## Gegnerschaft
Der Kreisverband von Bündnis 90/Die Grünen (Grüne Kreis Waldshut) hatte sich gegen das Pumpspeicherwerk ausgesprochen. Der baden-württembergische Umweltminister Franz Untersteller, ebenfalls Bündnis 90/Die Grünen, befürwortete dagegen das Projekt, da für die Energiewende Speicherkapazität aufgebaut werden müsse. Nach dem Ende des Projekts zeigte sich der BUND erfreut, da das Kraftwerk nach Ansicht der Organisation den Lebensraum vieler seltener Tiere und Pflanzen zerstört und dem Gebiet insbesondere durch die Eingriffe in den Wasserhaushalt geschadet hätte.

## Alternativen
Ein Alternativstandort wäre, neben dem Schluchseer Habsberg, der Ahaberg zwischen Fischbachertal und Bundesstraße 500 gewesen. Der Bund für Umwelt und Naturschutz Deutschland (BUND) favorisierte den Ahaberg bei Aha.